# KUD "Dučec" Mraclin
Kulturno-umjetničko društvo "Dučec" Mraclin je udruga s ciljem očuvanja starih narodnih plesova i običaja, prvenstveno s prostora Turopolja, ali i šire. Sjedište društva je u naselju kraj Velike Gorice, Mraclinu. Mnogi stanovnici Mraclina bili su kroz povijest članovi KUD-a, te je tako Dučec postao jednim dijelom zaštitni znak sela. Društvo je osnovano 1922. godine kao ženski crkveni pjevački zbor. Tijekom više od 100 godina djelovanja, Društvo je više puta mijenjalo ime, od Pjevačkog društva „Vjenčić“ (1922.), pa do 1996. godine od kad Društvo ponovno djeluje pod nazivom KUD-a „Dučec“. 
Društvo danas, uz prvu folklornu skupinu, veteransku folklornu te vokalnu skupinu, djeluje u dvije dječje folklorne skupine i tri tamburaške skupine. Broji preko 150 aktivnih članova, izvodi pjesme i plesove iz čitave Hrvatske, pa stoga redovito gostuje i nastupa na smotrama i priredbama diljem Hrvatske. Društvo je gostovalo i u mnogim zemljama svijeta – od Češke do Kanade i od Makedonije do Švedske. Godine 2008. godine „Dučec“ je dobio nagradu Zagrebačke županije za izniman doprinos ugledu i promociji Županije, a iste je godine izdana i monografija kulturno umjetničkog rada u Mraclinu pod nazivom „Zapevala tičica pisana“.
Tijekom 100 godina rada osobita se pozornost posvećivala tamburaškoj glazbi, pa je tako iz Društva proizašlo više generacija vrhunskih tamburaša koji su doprinijeli da se o Društvu nadaleko čuje. Zahvaljujući tome Društvo je 1966. godine sudjelovalo na prvoj Međunarodnoj smotri folklora u Zagrebu, a 1968. imalo je čast otvoriti Smotru. Tamburaški sastav „Cicibani“, koji je proizašao iz KUD-a, sudjelovao je u poznatom filmu „Breza“ redatelja Ante Babaje (1967.) te u filmu „Družba Pere Kvržice“ (1970.) Vladimira Tadeja. 
I kasnijih je godina u Društvu sviralo mnogo tamburaša koji su ostvarili ozbiljne tamburaške karijere, tako da ih danas u Mraclinu živi preko 60, pa se volimo pohvaliti s najviše tamburaša po metru kvadratnom u cijelome svijetu.  U „Dučecu“ je trenutno aktivno njih 30-ak, a od 2015. godine u Društvu - kao prvi ženski tamburaški sastav u Turopolju - djeluje i ženska skupina „Srećice“.
Osim djelovanja u području folklornog amaterizma, Društvo sve više radi na promicanju i očuvanju lokalne tradicije i baštine. „Dučec“ je nositelj kulturnih manifestacija u Mraclinu, s ciljem podizanja svijesti o identitetu mjesta i okružja, a posebice se ističu Dani sv. Vida, koji se odvijaju kroz tjedan uoči blagdana zaštitnika Mraclina - sv. Vida - 15. lipnja, te projekt Dučecove spelancije, koji obuhvaća programe kulturnoga značaja u najširem smislu i priređuje se tijekom cijele godine.

Povijest
1922. godine je učiteljica Marija Grandovec osnovala ženski pjevački zbor. Probe su se održavale u staroj školi u Općinskoj hiži.
1923. godine učitelj Stjepan Majsec vježba mraclinačke pjevače te stvara mješoviti zbor koji ima probe u novoj (današnjoj) školi. Zbor je nazvan "Vjenčić", a to ime mu je dao ondašnji župnik Karlo Vidmar. Kao prva narodna pjesma uvježbana je "Zeleni se gaj".
1925. godine društvo "Vjenčić" nastupa ispred vatrogasnoga spremišta na proslavi tisućite godišnjice Hrvatskog kraljevstva.
1934. godine Drago Chloupek osnovao je muški pjevački zbor. Predsjednik je bio Josip Galeković Buševčićin
8. prosinca 1938. osnovano je Hrvatsko seljačko pjevačko društvo "Kopač". Predsjednik je Josip Cvetnić Điđek. On je 1945. godine postao tragična figura mraclinačke povijesti. Zauvijek je ostao na tragičnom putu nade - Bleiburgu.
20. srpnja 1952. godine na incijativu nekih studenata, učenika gimnazije i seoske mladeži osnovano je Kulturno - prosvjetno društvo Ivan Goran Kovačić (danas KUD Dučec). Prvi predsjednik je bio Antun Galeković Pepičov, student tehnike. Društvo održava predavanja za javnost.
1954. godine jazzisti Vladimira Galekovića Gaje osvajaju mraclinačku glazbenu pozornicu. Tako je legendarni tamburaški zbor Cicibani dobio konkurenciju.
1961. godine KPD Ivan Goran Kovačić je prestalo djelovati.
29. siječnja 1966. godine održana je obnavljačka skupština KPD-a Ivan Goran Kovačić u Općinskoj hiži u Mraclinu. Za predsjednicu je izabrana Božica Zrnčić - Krznarić.
2. srpnja 1968. godine KUD Ivan Goran Kovačić je preimenovan u KUD Dučec. Predsjednicom je postala Ana Galeković Načelnikova.
1968. godine Josip Galeković Joškec otvara Međunarodnu smotru folklora u Zagrebu, na kojoj sudjeluju i mraclinci.
1971. godine buknućem Hrvatskog proljeća stvara se grupa žestokih proljećara u Mraclinu. KUD Dučec je žarište Proljeća.
18. veljače 1973. godine društvo je u krizi jer članovi ne dolaze na probe, a 1974. je ponovno prestalo djelovati.
U lipnju 1979. godine KUD je obnovljeno pod imenom KUD Josip Galeković. Predsjenik je Josip Matanović Joska.
Za vrijeme Domovinskog rata 90-ih godina 20. stoljeća za društvo skrbi Sandra Crnić.
1996. godine KUD Josip Galeković ponovno postaje KUD Dučec, a to ime zadržava do danas.
2002. godine KUD Dučec proslavlja 80. obljetnicu kulturno - umjetničkog stvaralaštva u Mraclinu.
2006. godine Dučec započinje s manifestacijom Dani svetog Vida koja traje 7 dana uoči blagdana svetog Vida, zaštitnika Mraclina
10. i 11. lipnja 2008. godine velikom manifestacijom proslavljena je 85. godišnjica KUD-a Dučec. Događaj je svojim nastupom dodatno uveličao Folklorni ansambl LADO iz Zagreba.
2016. godine započeta je manifestacija Dučecove spelancije, koja obuhvaća programe kulturnoga značaja u najširem smislu i priređuje se tijekom cijele godine.
Od 12. do 19. lipnja 2022. proslavljena je stota godišnjica kulturno-umjetničkoga amaterizma u Mraclinu.
Od 9. do 15. lipnja 2025. u Mraclinu su održani jubilarni XX. dani svetog Vida. Tamburaška večer posvećena je Vjekoslavu Kovačiću - Kovi. 

## Poveznice
- Mraclin
- Crkva sv. Vida, Mraclin

## Vanjske poveznice
- Web stranice KUD-a "Dučec" Mraclin